# Pirangi
Pirangi este un oraș în São Paulo (SP), Brazilia.